# Karen Duffy
Karen Duffy (Nueva York, Estado de Nueva York, Estados Unidos de América, 23 de mayo de 1962) es una actriz, modelo y presentadora de televisión estadounidense.

## Biografía
Karen Duffy nació el 25 de mayo de 1962 en Nueva York, Estado de Nueva York. Hija de Phil y Carol Duffy. Asistió a Park Ridge High School en Park Ridge, Nueva Jersey, graduándose en 1979. Recibió un título de bachillerato en terapia recreacional de la Universidad de Colorado en Boulder.

## Vida personal
Duffy estaba llevando una carrera sin preocupaciones en su carrera como modelo, de fiesta con amigos como George Clooney, cuando en 1995 fue diagnosticada con una enfermedad relativamente rara, sarcoidosis. En su caso, esto afectaba su cerebro (neurosarcoidosis), dejándola parcialmente paralizada. Hasta ahora ha luchado con sentido del humor, como es evidente en su autobiografía de 2000, Model Patient: My Life As an Incurable Wise-Ass.
Después del diagnóstico, ella continuó modelando para Revlon y se casó con John Lambros en 1997. Desde entonces tienen un hijo llamado Jack "Lefty" Lambros.

## Filmografía
| Cine       | Cine                    | Cine                               | Cine                   |
| Año        | Cine                    | Papel                              | Notas                  |
| ---------- | ----------------------- | ---------------------------------- | ---------------------- |
| 1991       | McBain                  | Crack Den Girl                     |                        |
| 1991       | 29th Street             | Maria Rios                         |                        |
| 1992       | Malcolm X               | Amiga de Sophia                    |                        |
| 1993       | Who's the Man?          |                                    |                        |
| 1993       | Last Action Hero        | Ella misma                         |                        |
| 1994       | Cheque en blanco        | Shay Stanley                       |                        |
| 1994       | Reality Bites           | Elaina (actriz)                    |                        |
| 1994       | Dumb & Dumber           | J.P. Shay                          |                        |
| 1996       | Memory Run              | Celeste/Josette                    |                        |
| 1997       | Nothing Sacred          | Papel desconocido                  |                        |
| 1997       | Fool's Paradise         | DJ                                 |                        |
| 1997       | Meet Wally Sparks       | Reportera #3                       |                        |
| 1998       | Celebrity               | Reportera de televisión en estreno |                        |
| 1999       | The 24 Hour Woman       | Margo Lynn                         |                        |
| 2002       | A Smile Gone, But Where | Mujer                              |                        |
| 2004       | Marmalade               | Karen                              |                        |
| 2006       | Crafty                  | Anfitriona                         | Película de televisión |
| 2009       | Fantastic Mr. Fox       | Linda Otter                        | Voz                    |
| Televisión |                         |                                    |                        |
| Año        | Título                  | Papel                              | Notas                  |
| 1991       | Fade to Black           | Papel desconocido                  | Episodio desconocido   |
| 1997       | The Big Easy            | Wanda Fallon                       | 1 episodio             |
| 1999-2000  | Pepper Ann              | Sketch                             | Papel recurrente       |